# Caputxí pàl·lid
El caputxí pàl·lid (Cebus cuscinus) és una espècie de primat de la família dels cèbids. La seva distribució se centra en el sud-est del Perú, amb una presència minsa a les parts adjacents de Bolívia i, possiblement, el Brasil. Viu a altituds de fins a 1.800 msnm. Els seus hàbitats naturals són els boscos de terra ferma, els boscos inundables i els boscos montans andins. És una espècie gairebé amenaçada per l'efecte de la caça, la desforestació i la fragmentació del seu hàbitat. El seu nom específic, cuscinus, significa ‘coixí’ en llatí.